# Dansk Flygtningehjælp
 Denne artikel bør gennemlæses af en person med fagkendskab for at sikre den faglige korrekthed.

Dansk Flygtningehjælp er en privat humanitær organisation stiftet i 1956.
Den blev oprindeligt oprettet i 1956 for at tage hånd om de 1.400 ungarske flygtninge, der ankom til Danmark i kølvandet på Sovjetunionens invasion af Ungarn. Organisationen har siden undergået store forandringer, og den er i dag Danmarks største humanitære NGO og hjælper flygtninge og fordrevne i mere end 30 lande - udover mange aktiviteter i Danmark.

## Dansk Flygtningehjælp internationalt
Dansk Flygtningehjælps internationale aktiviteter har som mål dels at beskytte flygtninge og internt fordrevne, dels at fremme langsigtede løsninger på problemerne. Når Dansk Flygtningehjælp yder assistance i en akut flygtningekrise, er det med henblik på, også at kunne bidrage til den mere langsigtede indsats – fx genopbygning af de samfund flygtningene skal bo i. Dansk Flygtningehjælps internationale arbejde omfatter derfor en bred vifte af humanitære indsatsområder som indkomstskabende aktiviteter, landbrug, infrastruktur, vand og sanitet, kapacitetsopbygning af civilsamfund, uddannelse og minerydning.
I 2010 støttede Dansk Flygtningehjælp samlet set mere end 1 million flygtninge og internt fordrevne.
Sammenbruddet af det tidligere Jugoslavien og de efterfølgende krige mellem 1991 og 1995 blev startskuddet til Dansk Flygtningehjælps første store internationale operation. Dansk Flygtningehjælp var en central partner for FN under krigen i Bosnien, og organisationen stod for distributionen af godt halvdelen af den samlede internationale nødhjælp i landet. Indsatsen i Bosnien begyndte med nødhjælpskonvojer, modtagelsescentre og folkekøkkener for hundredtusindvis af fordrevne og fortsatte gennem 18 år med genopbygning af boliger og infrastruktur, hjælp til internt fordrevne og hjemvendte flygtninge samt kapacitetsopbygning af civilsamfundet.
Dansk Flygtningehjælp arbejder i dag i mere end 30 flygtningeproducerende lande fordelt på tre kontinenter. Organisationen er tilstede i en række af verdens ustabile områder herunder Somalia på Afrikas Horn, Irak i Mellemøsten, Afghanistan i Centralasien og Tjetjenien i Kaukasus.

### Indsatsområder
Dansk Flygtningehjælp er en af de centrale humanitære aktører i Syrien og de omkringliggende lande. Mere end en halv million syrere modtager hver måned hjælp fra Dansk Flygtningehjælp. Næsten 30 % af den syriske befolkning har forladt deres hjem under kampene[kilde mangler]. I Syrien hjælper Dansk Flygtningehjælp fordrevne og konfliktramte syrere i Homs, Dara’a, Aleppo og Damaskus.

## Dansk Flygtningehjælp nationalt
Dansk Flygtningehjælp har i alle årene siden 1956 været en central aktør i integrationen og rådgivningen af flygtninge i Danmark. De første 43 år var organisationen eneansvarlig for at tage imod og integrere flygtninge i Danmark. I 1999 overgik ansvaret til kommunerne, og siden har Dansk Flygtningehjælp bidraget til kommunernes arbejde som både professionel og frivillig aktør.
Dansk Flygtningehjælps nationale arbejde omfatter integrationsydelser og danskundervisning til kommuner på professionelle vilkår, frivilligt integrationsarbejde gennem mere end 8.000 frivillige, juridisk rådgivning af asylansøgere, og rådgivning til flygtninge, som ønsker repatriering.

## Medlemsorganisationer
Dansk Flygtningehjælp er en paraplyorganisation for 28 medlemsorganisationer:
| ADRA Danmark                 | FN-forbundet                                            |
| Amnesty International        | Folkekirkens Nødhjælp                                   |
| CARE Danmark                 | FTF                                                     |
| Danmarks Lærerforening       | HK, Handels- og Kontorfunktionærernes Forbund i Danmark |
| Dansk Arbejdsgiverforening   | Kirkernes Integrationstjeneste                          |
| Dansk Erhverv                | Kvinderådet                                             |
| Dansk Folkehjælp             | Landsforeningen for bøsser og lesbiske                  |
| Dansk Folkeoplysnings Samråd | LO, Landsorganisationen i Danmark                       |
| Dansk Forfatterforening      | Mellemfolkeligt Samvirke                                |
| Dansk Kunstnerråd            | Red Barnet                                              |
| Dansk Musikerforbund         | Sct. Georgs Gilderne i Danmark                          |
| Dansk Ungdoms Fællesråd      | Tværkulturelt Center                                    |
| Det mosaiske Troessamfund    | U-landsorganisationen IBIS                              |
| FOA - Fag og Arbejde         | UNICEF Danmark                                          |

## Generalsekretærer
- Arne Piel Christensen 1967-1998
- Andreas Kamm 1998-2017
- Christian Friis Bach 2017-19
- Charlotte Slente 2019-